# Polski Senovets
Polski Senovets(tiếng Bulgaria: Полски Сеновец}}) là một làng quê thuộc tỉnh Veliko Tarnovo, Bungaria. Dân số thời điểm năm 2011 là 570 người.

## Dân số
Dân số trong giai đoạn 2004-2011 được ghi nhận như sau:
| Năm | 1934 | 1946 | 1956 | 1965 | 1975 | 1985 | 2000 | 2011 |
| --- | ---- | ---- | ---- | ---- | ---- | ---- | ---- | ---- |
| Dân số | 2986 | 2999 | 2922 | 2706 | 2229 | 1712 | 1073 | 719  |
| From the year 1962 on: No double counting—residents of multiple communes (e.g. students and military personnel) are counted only once. |      |      |      |      |      |      |      |      |

## bộ sưu tập

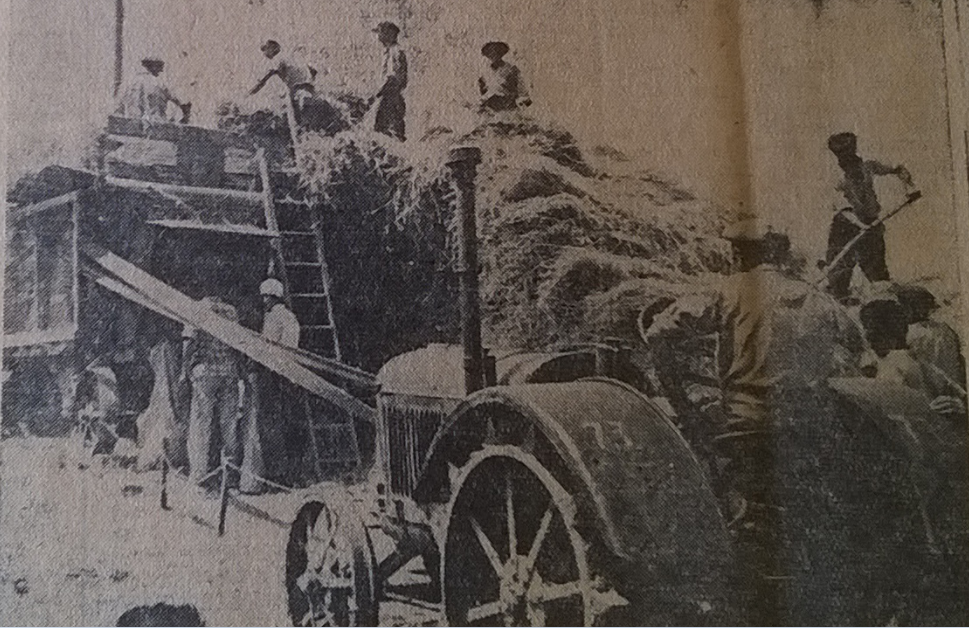
khát nước 1957
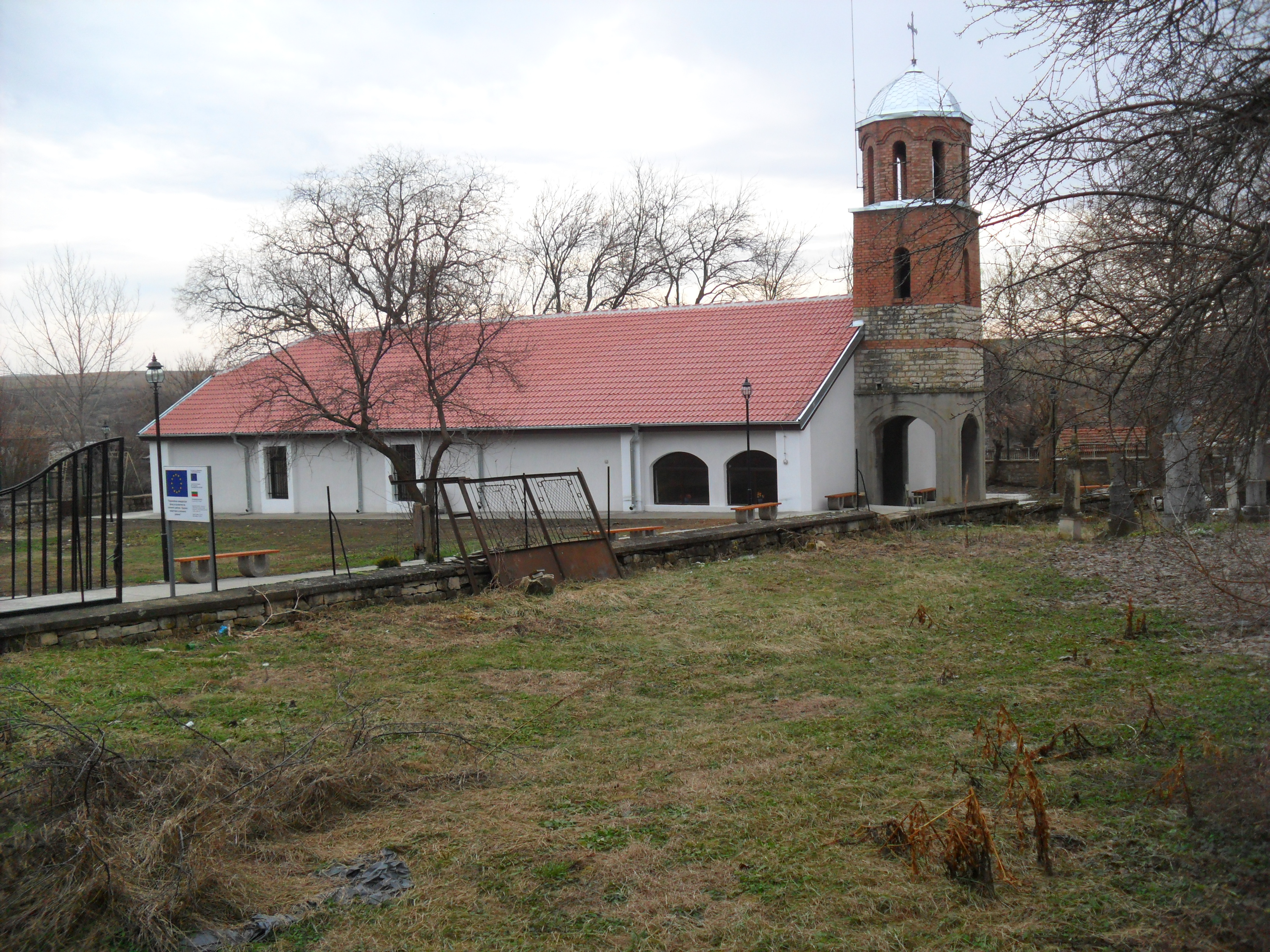
Ngôi đền chính thống St. Theodore Stylate
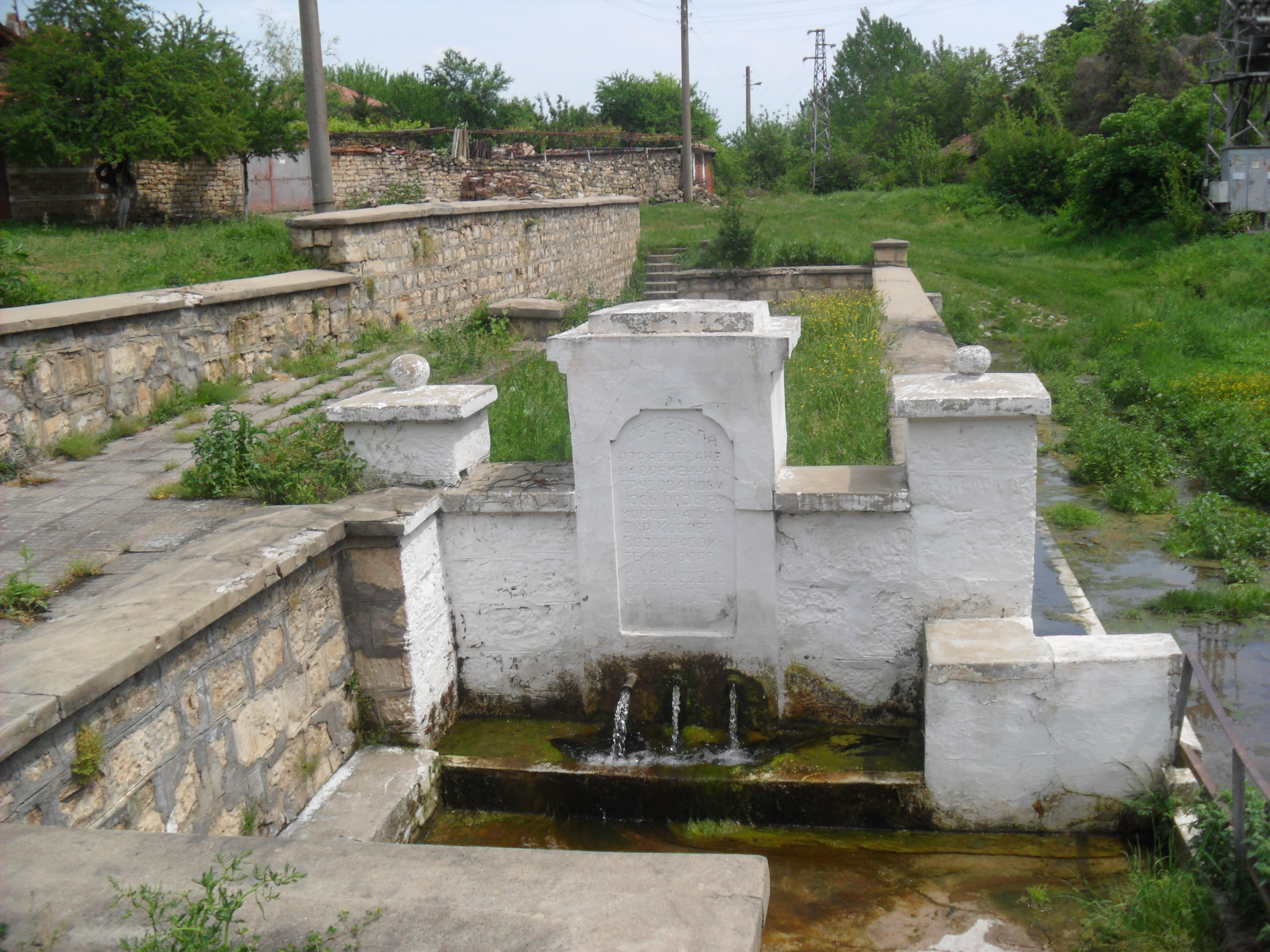
đài phun nước
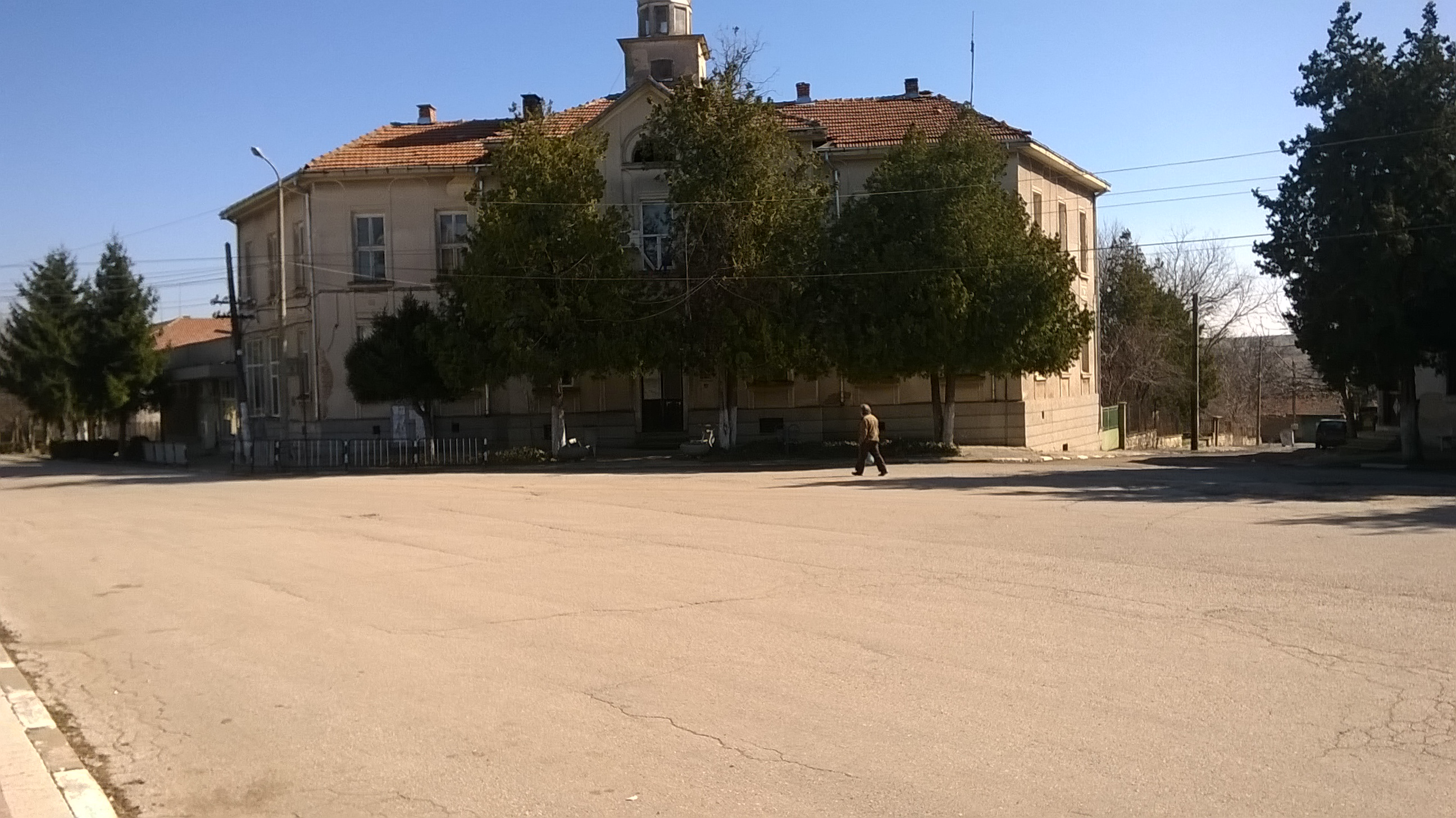
tòa thị chính
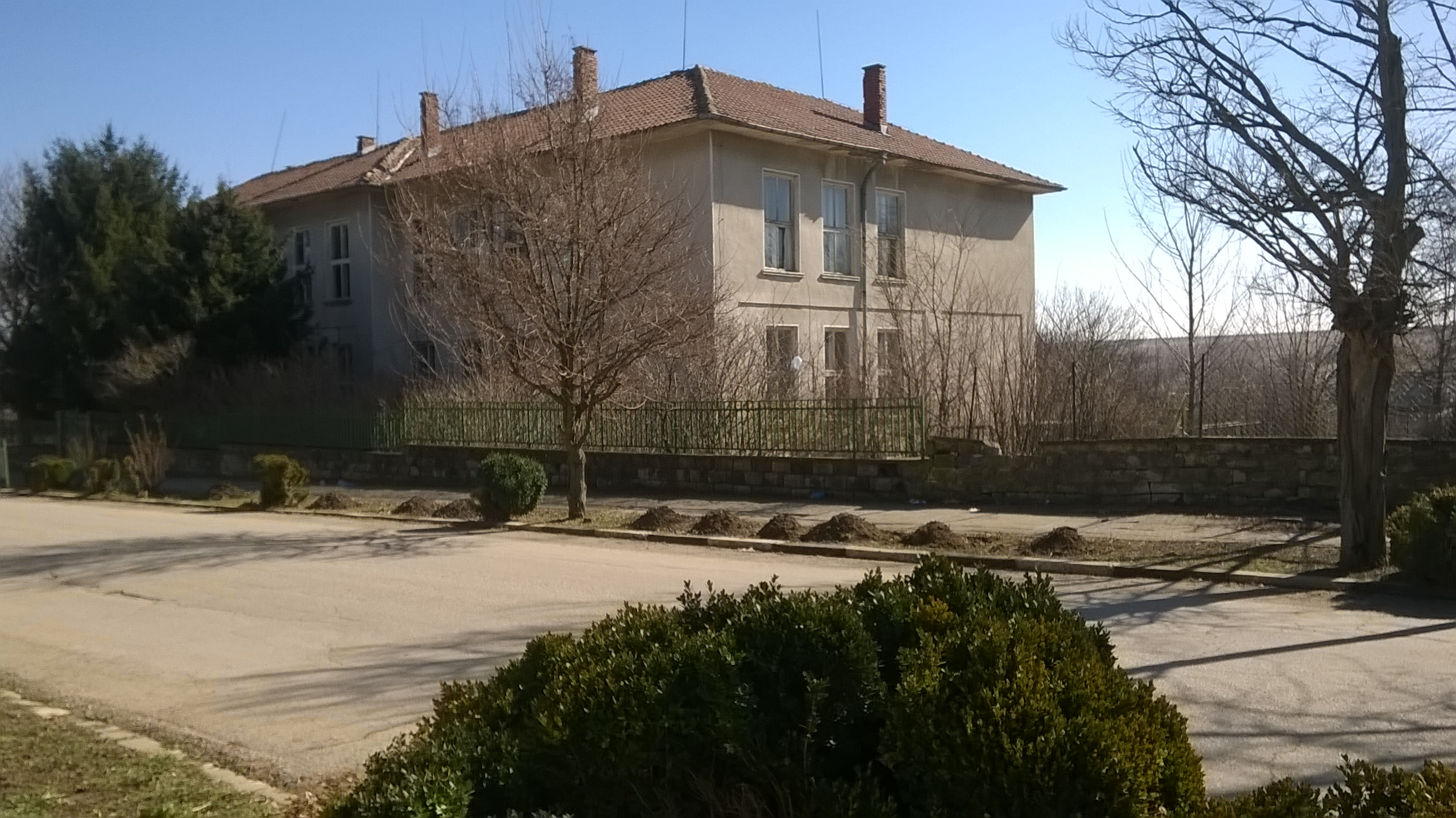
Trường tiểu học "Nikola Yonkov Vaptsarov"
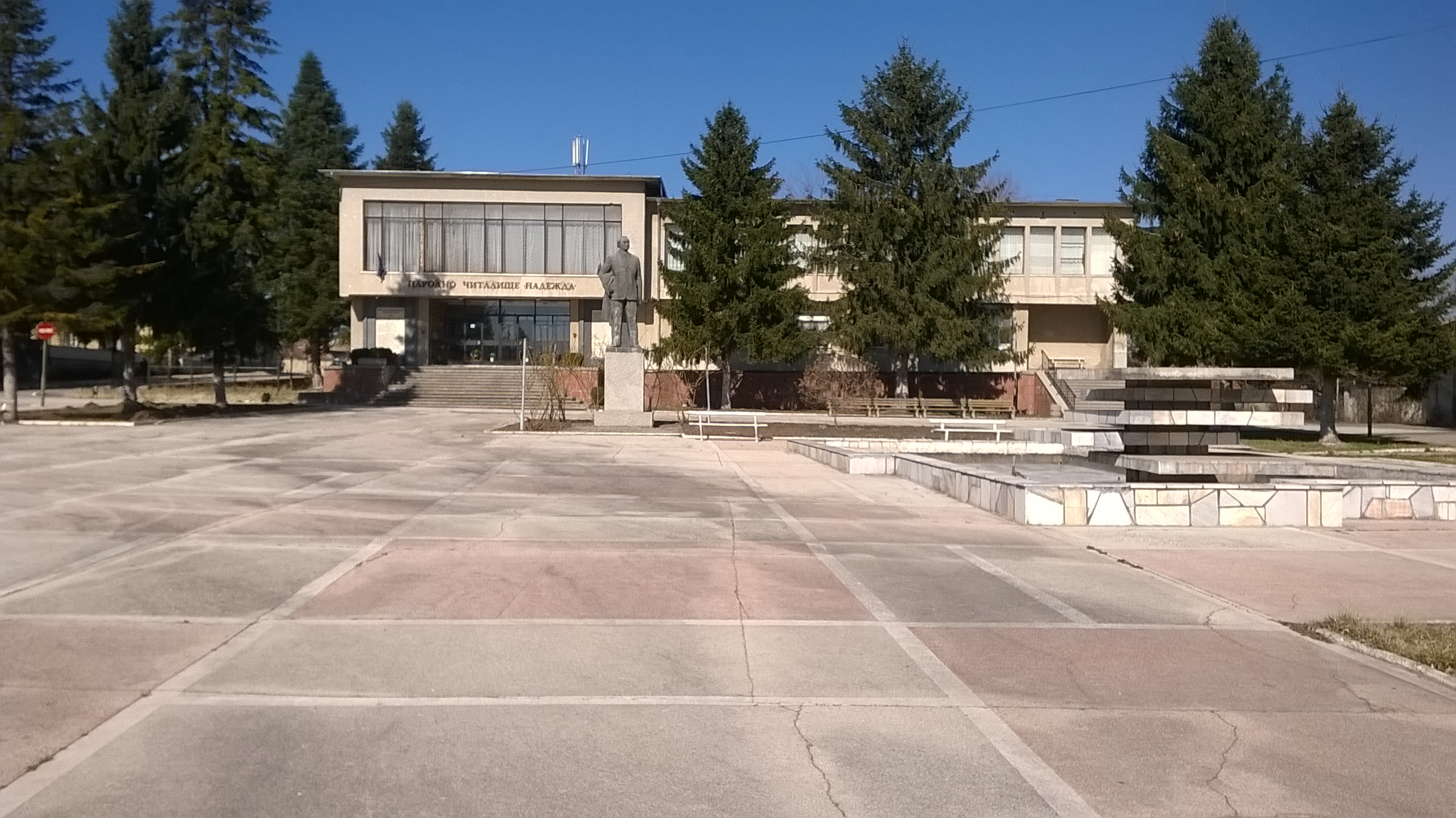
Trung tâm văn hóa "Nadezhda 1883"
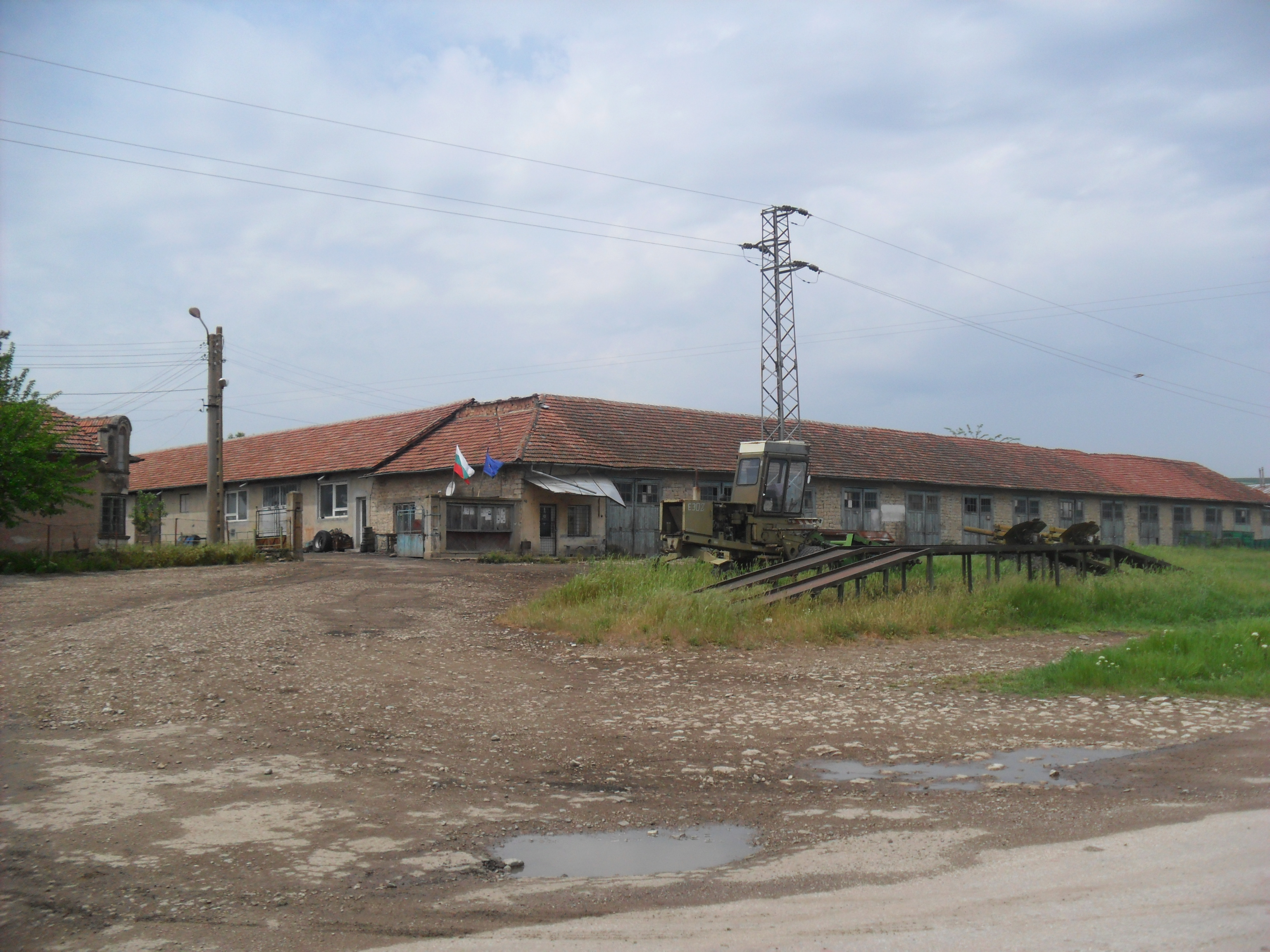
hợp tác kinh tế
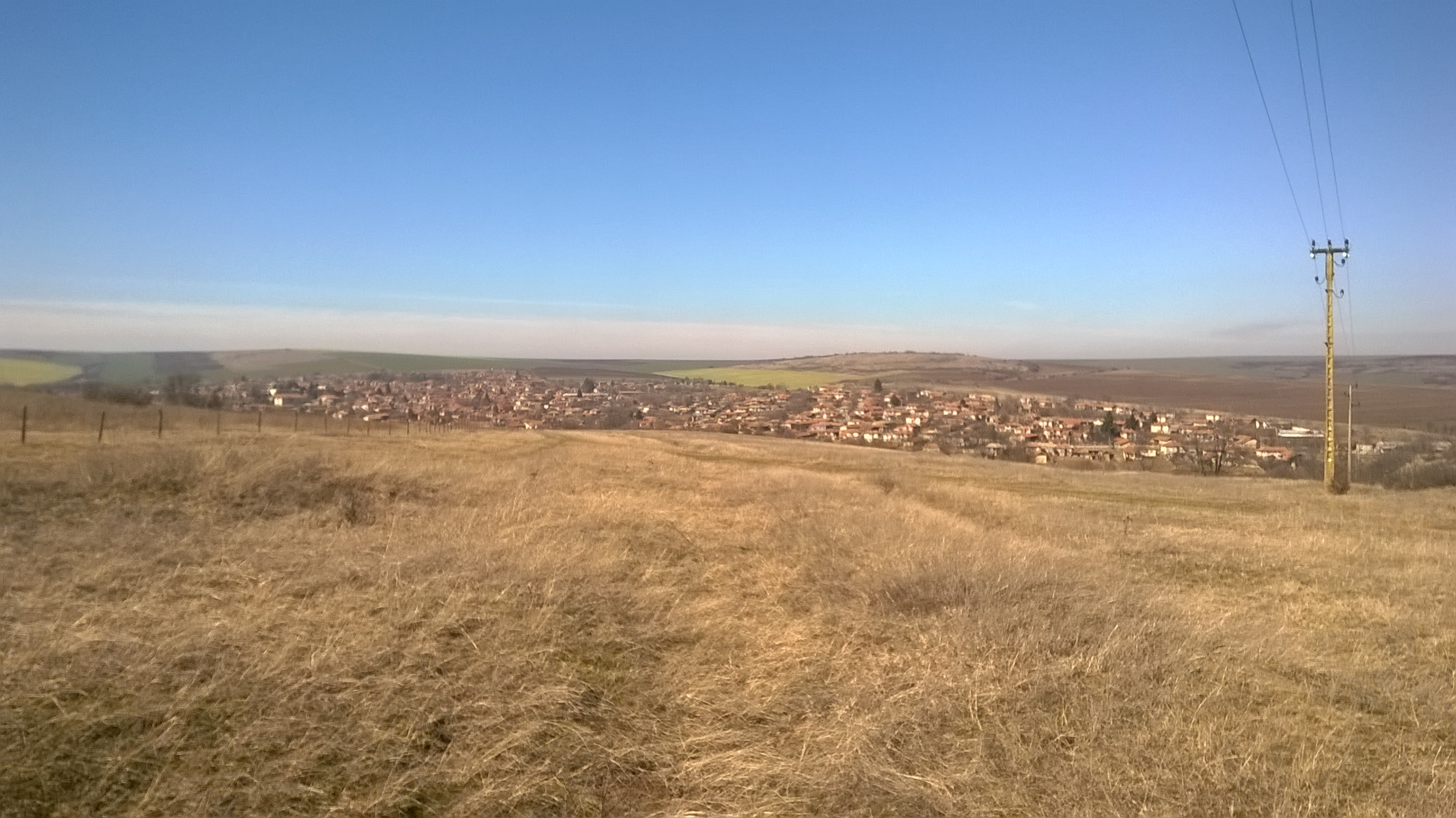